# زهره طبیب‌زاده نوری
زهره طبیب‌زاده نوری (زاده ۱۳۳۹) سیاستمدار ایرانی و از اعضای جبهه پایداری است که نمایندهٔ دورهٔ نهم مجلس شورای اسلامی و عضو کمیسیون آموزش و تحقیقات مجلس شورای اسلامی از حوزهٔ انتخابیهٔ تهران، ری، شمیرانات و اسلامشهر در استان تهران بوده‌است. وی در دولت نهم رئیس مرکز امور زنان و خانواده ریاست‌جمهوری بود. او مانند سایر افراد فهرست اصولگرایان موفق به اخذ آرای کافی مردم تهران در انتخابات مجلس دهم نشد.

## دیدگاه‌ها

### حضور خاتمی درمراسم تحلیف حسن روحانی
زهره طبیب‌زاده با بیان اینکه مجلس از سید محمد خاتمی برای حضور در مراسم تحلیف حسن روحانی دعوت نکرده است، گفت:
اینکه گفته می‌شود، ممکن است آقای خاتمی به عنوان مهمان ویژه یا در کنار آقای رئیس‌جمهور به مراسم تحلیف بیاید، فرض دقیقی نیست چون آقای خاتمی می‌داند که نباید به مراسمی که دعوت نشده برود. طبیب‌زاده گفت: در صورتی که در مراسم تحلیف، خاتمی همراه رئیس‌جمهور به مجلس بیایید قطعاً نمایندگان سکوت نخواهند کرد چرا که این کار خارج از عرف است.

### اظهار نظر در مورد علی مطهری
طبیب‌زاده، در واکنش به سخنان علی مطهری نسبت به طولانی شدن بدون محاکمه حصر موسوی و کروبی، گفته:
اگر نگوییم آقای مطهری به عنوان عامل MI6 نظر می‌دهد، قطعاً تحت تأثیر سرویس‌های جاسوسی بوده، چرا که فکر نمی‌کنم آنقدر کند ذهن باشند که نتوانند تشخیص دهند فتنه ۸۸ یک توطئه براندازانه نظام بوده است. اگر افرادی مثل آقای مطهری که خودشان نیز مسئله‌دار باشند، خیلی سریع در تور آژانس‌های امنیتی قرار می‌گیرند تا در زمین آن‌ها بازی کنند که من فکر می‌کنم آقای مطهری چنین مشکلی برایشان به وجود آمده و عملاً افکار و اظهاراتشان مدیریت می‌شود.

### گم شدن طرح ملی بررسی اشکال خشونت خانگی علیه زنان
در پی اعلام خبر گم شدن طرح ملی بررسی اشکال خشونت خانگی علیه زنان در ۳۲ جلد، اشرف بروجردی، مشاور امور زنان وزارت کشور در دوره اصلاحات و از مجریان این طرح اعلام کرد: «این پژوهش در سال ۱۳۸۵ در دولت آقای احمدی‌نژاد و زمان حضور زهره طبیب‌زاده نوری در مرکز امور زنان و خانواده ریاست جمهوری و نماینده کنونی مجلس، به خمیر تبدیل شد.»